# Kristi Leskinen
Kristi Leskinen (Uniontown, 10 de fevereiro de 1981) é uma esquiadora estilo livre estadunidense.
Ela cresceu em Uniontown, Pensilvânia, perto das estações de esqui de Seven Springs Mountain Resort e de Hidden Valley. Em 2004, apareceu na capa da revista Powder. Em 2005, foi colocada na posição de número #90 na lista das 100 mulheres mais sexies do mesmo ano realizada pela FHM. Na IX Winter X Games, Leskinen conquistou uma medalha de bronze na Superpipe feminina. Kristi foi a primeira mulher a conseguir executar o movimento rodeo 720 (duas rotações, com a cabeça apontada para o chão). Ela teve a oportunidade de se tornar uma wakeboarder professional, mas optou por se tornar uma esquiadora estilo livre.

## Televisão
- Superstars (ABC) – edição de 2009